# Saint-Lager
Saint-Lager – miejscowość i gmina we Francji, w regionie Owernia-Rodan-Alpy, w departamencie Rodan.
Według danych na rok 1990 gminę zamieszkiwało 805 osób, a gęstość zaludnienia wynosiła 104 osób/km² (wśród 2880 gmin regionu Rodan-Alpy Saint-Lager plasuje się na 902. miejscu pod względem liczby ludności, natomiast pod względem powierzchni na miejscu 1300.).